# Глубокое (Киевская область)
Глубо́кое (укр. Глибоке) — село, входит в Бориспольский район Киевской области Украины.
Население по данным 2020 года составляло 2473 человека. Население по переписи 2001 года составляло 2107 человек. Почтовый индекс — 08350. Телефонный код — 4595. Занимает площадь 4,265 км². Код КОАТУУ — 3220882201.

## Местный совет
08350, Киевская обл, Бориспольский р-н, с. Глубокое, ул. Ленина, 25